# Koningspinguïn
De koningspinguïn (Aptenodytes patagonicus) is een pinguïnsoort die eilanden rond Antarctica bewoont en in grote kolonies broedt. De koningspinguïn is op de keizerspinguïn na de grootste pinguïnsoort. Deze twee pinguïnsoorten zijn nauw met elkaar verwant.
De koningspinguïn eet voornamelijk vis, krill en inktvis.

## Broedzorg

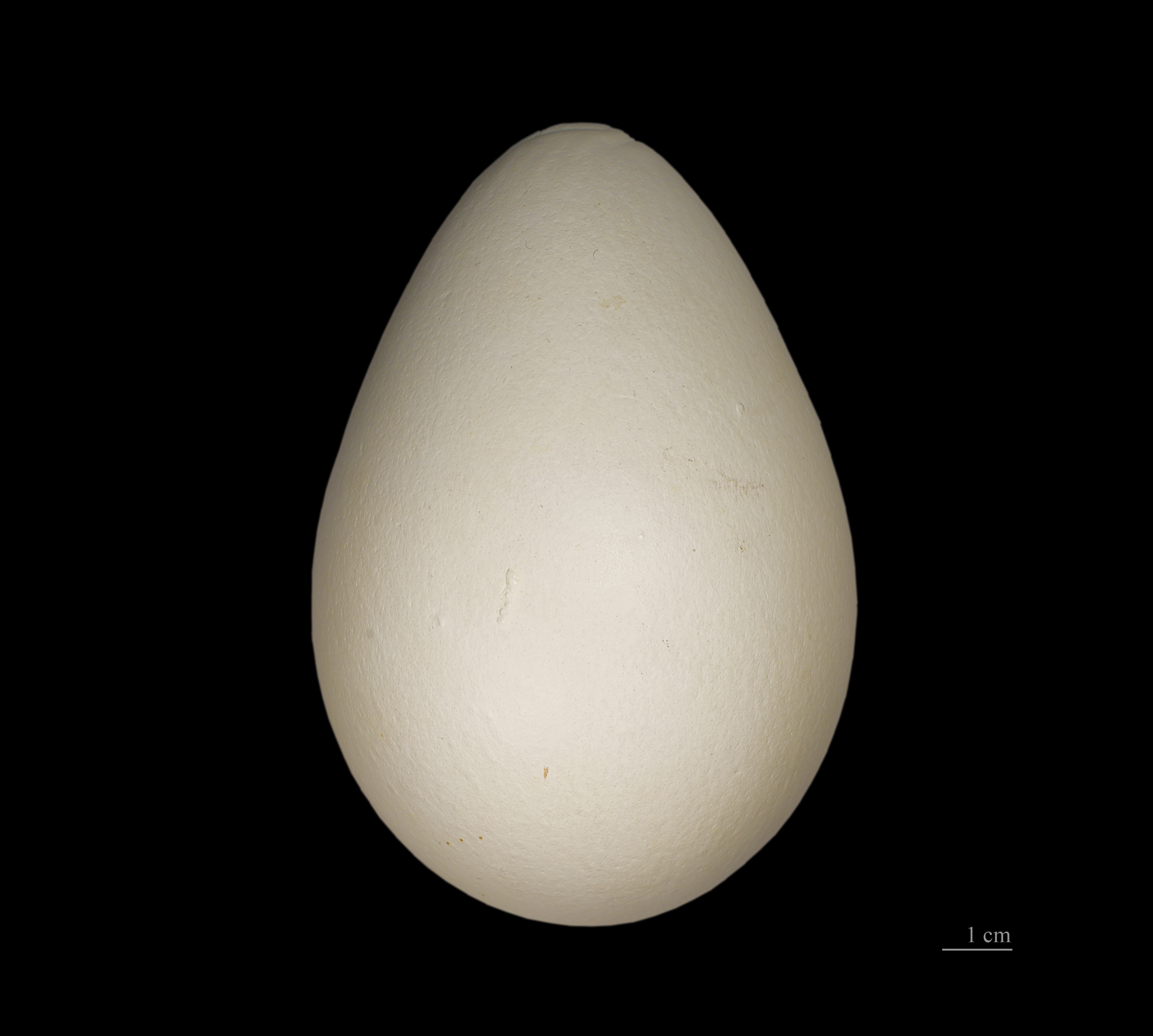
Het ei van een koningspinguïn

Het ei maakt circa 30 % van het lichaamsgewicht van het vrouwtje uit. Ze geeft het aan het mannetje dat broedt en gaat naar zee. Het mannetje verliest ongeveer 50 % van zijn lichaamsgewicht tijdens het wachten op het vrouwtje. Als het ei na circa 50 dagen uitkomt, zorgen de ouders om de beurt voor voedsel. De jongen brengen lange perioden in hun eentje door. De ouders komen maar met grote tussenpozen voedsel brengen. Het ei broeden ze tussen hun poten en een stukje warme huid.

## Uiterlijke kenmerken
De koningspinguïn is ongeveer 95 centimeter groot, en wat dunner en kleiner dan de keizerspinguïn. Hij heeft een grijsblauwe rug, een witte buik en een oranje wangvlek. Een zeldzame kleurenvariatie heeft een witte met gelige kop.

## Leefgebied

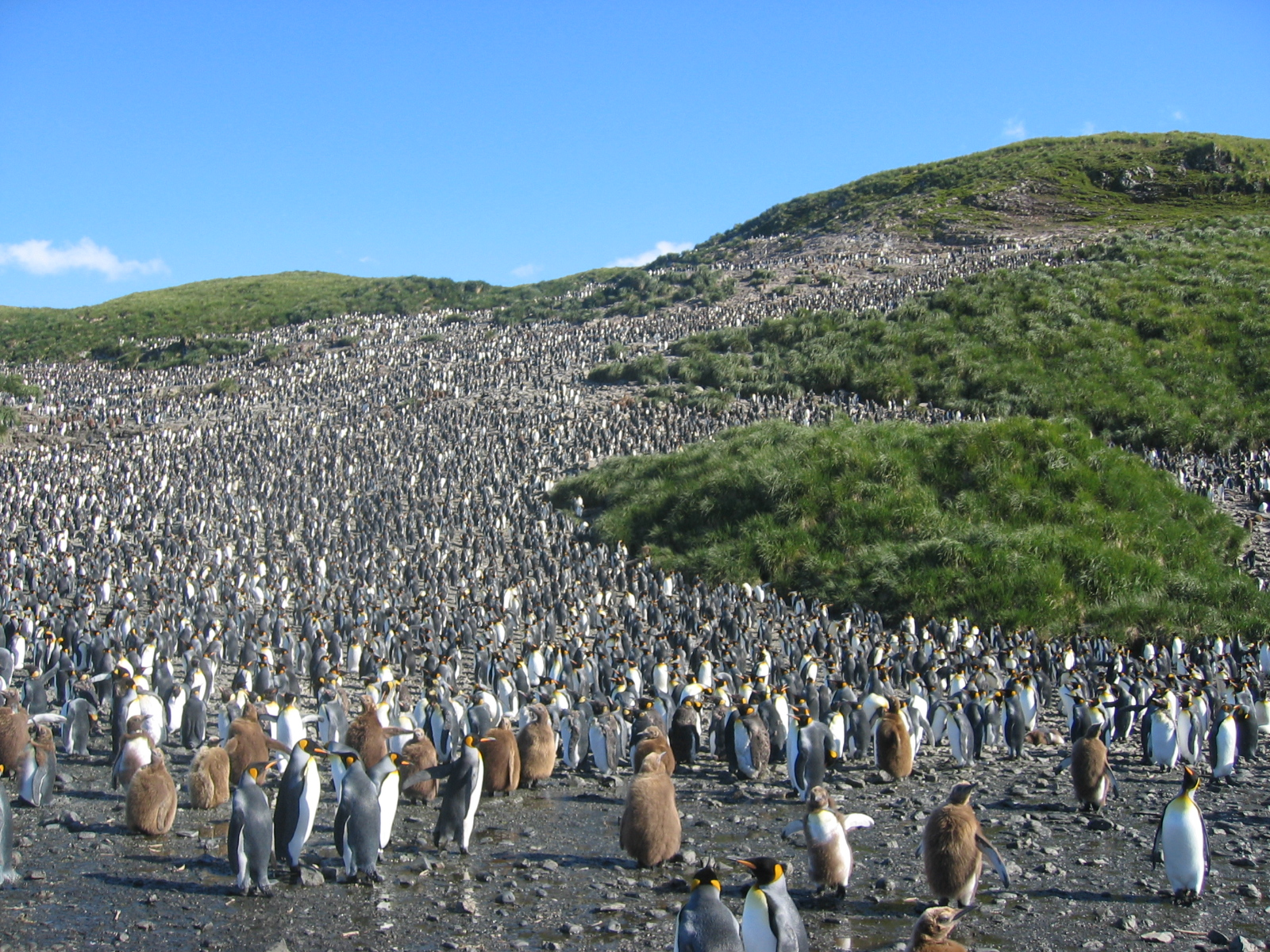
Kolonie op Zuid-Georgië

De koningspinguïn komt voor op Sub-Antarctisch eilanden zoals Vuurland, de Falklandeilanden, Zuid-Georgia en de Zuidelijke Sandwicheilanden, Prins Edwardeilanden, Crozeteilanden, Kerguelen, Heard en Macquarie-eiland. De eilanden daar hebben een iets warmer klimaat dan op Antarctica. De keizerspinguïn daarentegen leeft langs de kust van Antarctica.
Bij de verkenning van de Grote Oceaan in de 18e eeuw ontdekte men op de eilanden rond Antarctica de koningspinguïn. In de 19e eeuw hebben robbenjagers duizenden pinguïns het leven ontnomen, waardoor ze op sommige eilanden bijna niet meer voorkwamen. Maar tegenwoordig wordt er niet meer op de koningspinguïn gejaagd en is het aantal koningspinguïns op veel eilanden weer aangegroeid. Her en der dalen de aantallen echter weer: zo was op Île aux Cochons een populatie uit 1982 van 500.000 individuen in 2018 met bijna 90% gedaald. In totaal zijn er volgens een schatting van 2019 ongeveer 1,1 miljoen broedparen.
Pinguïns zijn traditioneel erg populair in dierentuinen. In de dierentuin van Edinburgh, Antwerpen en Rotterdam hebben ze koningspinguïns.

## Trivia
- Nils Olav, de mascotte van het Koninklijke Garde in Noorwegen, is een koningspinguïn.